# Rich Skrenta

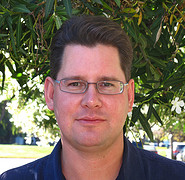
Rich Skrenta (Oktober 2009)

Rich Skrenta (* 1967 in Pittsburgh, Pennsylvania) ist ein US-amerikanischer Informatiker und IT-Unternehmer.
In IT-Fachkreisen wurde er im Jahr 1982 als Autor des ersten sich unkontrolliert verbreitenden Computervirus bekannt.

## Leben
Rich Skrenta beschäftigte sich schon früh mit Computern und Spieleprogrammierung. Er erlangte bereits mit 15 Jahren Aufmerksamkeit, als er einen Bootsektorvirus für Apple-II-Disketten entwickelte. Nach seiner Schulzeit studierte er an der Northwestern University Informatik.
1989 schloss Skrenta sein Studium als B.A. ab.
Von 1989 bis 1991 war Rich Skrenta bei Commodore angestellt. Er arbeitete dort vor allem mit Amiga Unix.
Außerdem entwickelte er 1989 das Computerspiel Olymp. Dabei handelte es sich um eine Multiplayer-Simulation. Olymp wurde von Shadow Island Games als pay-for-play veröffentlicht.
2007 gründete er das Unternehmen Blekko, das die Suchmaschine Blekko betrieb.
Skrenta ist Gründer des Open Directory Projects DMOZ.

## Elk Cloner
Skrenta wird oft als Erfinder der Computerviren bezeichnet. 1982 schrieb er mit 15 Jahren, als er die neunte Klasse der Mt. Lebanon High School besuchte, das Computervirus Elk Cloner. Elk Cloner verbreitete sich über Disketten auf Apple-II-Rechnern und war das weltweit erste Virus, das sich unkontrolliert verbreitete. Zuvor gab es nur experimentelle Computerviren. Der erste Netzwerkwurm namens Creeper grassierte bereits 1971 im Arpanet.
Die Bezeichnung „Virus“, bzw. „Computervirus“, etablierte sich aber erst ab etwa 1983 in der Fachwelt. Zuvor war der Begriff bereits in der Science-Fiction-Literatur verwendet worden.